# Morgan Yachts
Morgan Yachts è un marchio del gruppo Aicon, attivo nella progettazione, produzione e commercializzazione di imbarcazioni a motore di lusso. I suoi cantieri di produzione sono situati a Pace del Mela, in provincia di Messina.

## La storia
Morgan Yachts nasce da un'idea di Leopoldo Rodriquez, che rappresenta la quarta generazione di una delle più antiche famiglie legate alla tradizione navale italiana, fondatrice nel 1887 a Messina dei Cantieri Navali Rodriquez.
Negli anni novanta Leopoldo Rodriquez si ritira dal gruppo di famiglia e inizia un progetto indipendente. 
Nel 1991 commissiona al Cantiere Baglietto la costruzione di “Morgana Blu”, uno yacht di 83 piedi in alluminio progettato da Franco Anselmi Boretti che riprende le linee dei "Fast Commuters". 
Inizia così la creazione di un'intera gamma di imbarcazioni tecnologicamente all'avanguardia, ma dal design classico, come i Fast Commuters e le Lobster boats.
Nel 2007 il Gruppo Aicon di Messina, quotato al segmento Standard di Borsa Italiana, ha acquisito la maggioranza del capitale di Morgan; oggi la costruzione è così tornata in provincia di Messina, terra d'origine dei Cantieri della famiglia Rodriquez. Il 22 gennaio 2013 il Tribunale ha dichiarato il fallimento di Aicon S.p.A.

## La gamma
La gamma Morgan è costituita da un Dinghy, una Lobster Boat e quattro Fast Commuters. Tom Fexas e lo Studio Besozzi-Selvetti hanno collaborato nella reinterpretazione delle linee classiche di questo tipo di imbarcazioni, caratterizzate da una grande marinità e tecnologia, ma al tempo stesso da una spiccata eleganza.
I Fast Commuters sono barche eleganti e veloci, utilizzate principalmente all'inizio del secolo scorso dall'alta borghesia statunitense per spostarsi velocemente da Manhattan a Long Island. Le Lobster boats invece sono tipiche imbarcazioni da lavoro, nate nel New England degli anni cinquanta e utilizzate per la pesca di aragoste.
Il Morgan 44 è stato il primo motoryacht ad ispirarsi alle aragostiere ed è stato progettato dallo Studio Besozzi-Selvetti.
I Fast Commuters sono i Morgan 55, 70, 83 e 93. Tom Fexas è stato il designer che ha realizzato i due modelli Morgan 83 e Morgan 93. Lo Studio Besozzi-Selvetti ha disegnato il Morgan 70, mentre il più piccolo della serie, il Morgan 55, è stato progettato dal Morgan Style Center diretto da Marco Mannino.